# Finestra del Mas del Pou
La Finestra del Mas del Pou és una obra amb elements gòtics de Torroella de Montgrí (Baix Empordà) inclosa a l'Inventari del Patrimoni Arquitectònic de Catalunya.

## Descripció
Aquest element està situat a la façana lateral d'un edifici que dona a la plaça del pintor Josep M. Mascort. És una finestra de tipologia gòtic renaixentista, trevolada, amb decoració calada de tema floral i escuts a les impostes i a l'ampit. A la part baixa hi ha un relleu en pedra amb la imatge d'un personatge que treu aigua d'un pou.

## Història
La finestra és d'origen gòtic renaixentista, dels segles XV-XVI. Va ser traslladada al seu emplaçament actual des del Mas Pou d'Ullastret, el nom del qual es relaciona amb el relleu que apareix sota l'ampit.